# Варшавчик, Марк Акимович
Марк Акимович Варшавчик (17 декабря 1918 — 27 мая 2001) — советский и украинский историк, архивист, источниковед, доктор исторических наук, профессор. Заслуженный деятель науки и техники УССР (1987).

## Биография
Родился Марк Варшавчик 17 декабря 1918 года в Смеле (ныне Черкасская область) в рабочей семье. В июне 1941 года, будучи именным стипендиатом, окончил с отличием исторический факультет Киевского государственного университета им. Т. Г. Шевченко.
Участник Великой Отечественной войны. В составе частей 3-го Гвардейского кавалерийского корпуса он прошёл от УССР до Берлина. Награждён орденами Отечественной войны I и II степени, Красной Звезды, медалями.
С февраля 1946 года, после демобилизации из армии, начал работать по специальности. В 1946—1952 годах работал в Центральном государственном историческом архиве УССР в Киеве на должностях учёного секретаря, начальника научно-издательского отдела.
В 1947—1952 годах преподавал в Киевском государственном университете им. Т. Г. Шевченко по совместительству на кафедре архивоведения и вспомогательных исторических дисциплин исторического факультета. В 1952—1956 годах работал в Киевском педагогическом институте. С 1957 года — доцент Института повышения квалификации преподавателей общественных наук при Киевском университете, в 1991—1999 годах — профессор кафедры архивоведения и специальных отраслей исторической науки исторического факультета. Читал лекционные курсы по архивоведению, теоретическому источниковедению, методологии и логике исторических исследований. Подготовил более 30 докторов и кандидатов наук.
Сфера научных интересов: источниковедение, исследование проблем методологии исторической науки. Автор более 150 научных трудов. Докторская диссертация «Основы источниковедения истории СССР» (1970).

## Труды
- Источниковедение истории КПСС. — М., 1973; 2-е изд., М.,1989.
- О научных основах изучения истории КПСС. — М., 1979 (в соавт.).
- О структуре источниковедческой критики // Источниковедение отечественной истории за 1979 г. — М., 1980.
- Историко-партийное источниковедение: Теория, методология, методика. — К., 1984.